# Documento de estrategia de lucha contra la pobreza
Los Documentos de Estrategia para la Lucha contra la Pobreza (DELP) los preparan los países de bajo ingreso por medio de un proceso participativo en el que intervienen las partes interesadas:  los países de bajo ingreso y los responsables del desarrollo internacional como el Fondo Monetario Internacional (FMI) y el Banco Mundial.
Los DELP se actualizan regularmente cada 5 años de acuerdo con informes de evolución anual. En los DELP se describen las políticas y programas que los países adoptarán en el ámbito macroeconómico, estructural y social de los próximos tres años o en un plazo más largo con objetivos de fomentar un crecimiento de amplia base y reducir la pobreza, así como las necesidades relacionadas con recursos externos y las principales fuentes de financiamiento.
Debido a que la preparación de un DELP lleva tiempo, el FMI y el Banco Mundial han acordado proporcionar asistencia en condiciones concesionarias sobre la base de un DELP provisional. En estos documentos se presenta un resumen y un análisis de la situación de la pobreza en el país, se describe la estrategia adoptada para reducir la pobreza y se explica el mecanismo mediante el cual se elaborará un DELP definitivo por medio de un proceso participativo.

## Fuente
- Informe Anual 2002, publicado por el FMI (abril de 2002)

- Datos: Q5812281